# Атамань
Атама́нь, Ата́мань[джерело?] — село в Україні, у Генічеській міській громаді Генічеського району Херсонської області. До 2020 року було підпорядковане Чонгарській сільській раді. Населення становить 301 особу (2013), налічується 95 дворів.

## Географія
Село розташоване у південній частині півострова Чонгар.
Село сполучається ґрунтовою дорогою завдовжки 6 км, яка пролягає через село Чонгар, з автошляхом М18 (E105) Харків—Сімферополь, що проходить на схід від села. У селі зупиняється лише автобус Генічеськ—Сиваш, який курсує раз на добу.
Сусідні населені пункти:
У селі 3 вулиці з житловою забудовою — Козацька, Свободи та Степова.

## Історія

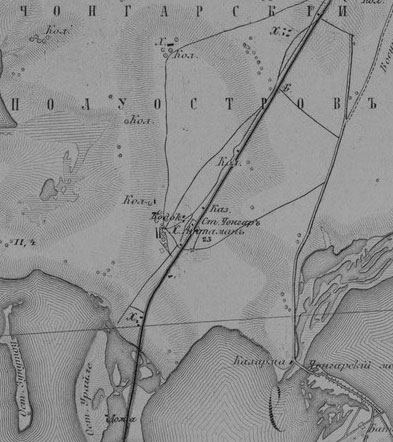
Атамань на мапі 1865—1876 років

Село Атамань є найстарішим населеним пунктом на Чонгарському півострові. Перші згадки про нього датовані серединою XIX століття, коли воно було хутором Адаман-Чонгар. Перші поселенці на Чонгарі займалися скотарством.
На мапі 1865—1876 років Атамань позначена як хутір з 23 дворами.
В Атамані діяла орендаторська економія: землі належали барону Гінзбургу, у якого їх орендував кримський землевласник Меїр Ізраїльович Шапіро. Шапіро жив у Атамані лише влітку, проводячи осінь і зиму в Криму, мав у селі будинок і хлібні комори. Він орендував у Атамані близько 50 десятин землі, де сіяв хліб, розводив овець та худобу. З розвитком господарства почав наймати сезонних робітників у Каховці, але поводився із ними добре. Іншим орендатором був Крушинський, який мав сирзавод та розводив молочну худобу.
Станом на 1915 рік економія Адаман входила до складу Ново-Троїцької волості Дніпровського повіту Таврійської губернії.
З приходом радянської окупації у 1918 і повторному приході в 1920 році більшість мешканців села роз'їхалися. Землевласник Шапіро втік до Джанкоя, а Крушинського заарештували в 1918 році. До 1930 року більшість старих переселенців до Атамані роз'їхалися, і в 1933 році в селі було створено єврейський колгосп.
У 1944 році, після звільнення півострова від німецьких військ у ході Другої світової війни, в Атамані було створено єдину на півострові школу, яку очолив Віктор Божко із Чернігова. Обидві довоєнні школи — у Мар'янівці та на ділянці №40 були зруйновані, а матеріали з мар'янівської школи були вивезені саме в Атамань. До 1952 року школа залишалася єдиною на півострові, працював інтернат, частину школярів возили з сіл півострова на машинах. У цей час класи складалися з 60 учнів, однак лише чверть завершували навчання: інші йшли працювати.
Станом на 1946 рік село було центром Атаманської сільської ради, до якої також входили села Попівка, Приморське, Соцпуть, Сталінське та Червона Зірка, селища Сиваш і Чонгар та хутір Чонгарський.
У 1956 році колгосп імені Свердлова в Атамані досяг високого результату у виробництві шерсті: 6,1 кг вовни з вівці, що було відзначено у посланні ЦК КПРС та Ради Міністрів СРСР від травня 1957 року.
У 1960-ті роки Атамань була одним з найрозвиненіших сіл на півострові, хоча й біднішим за Чонгар. Зусиллями голови чонгарського колгоспу «Грузія» Григорія Легунова до села було проведено водогін, збудовано клуб, закладено колгоспний сад з літнім майданчиком для театру. В той же час до Атамані було переселено висіок Чентрень (Приморськ), який первинно був ще старішим за Атамань.
На початку 1990-х років власними силами чонгарського колгоспу «Грузія» в селі збудовано нову школу.
В березні 2014 року в ході військового вторгнення в Україну російські військові, які встановили блокпост біля Чонгара, замінували поля навколо Атамані, через що місцеві жителі втратили можливість проводити сільськогосподарські роботи та випасати худобу.
10 березня 2014 року жителі Атамані провели показову акцію під гаслом «Путін, забери своїх мишей», протестуючи проти військової присутності в селі та мінування полів.
12 червня 2020 року, відповідно до Розпорядження Кабінету Міністрів України № 726-р «Про визначення адміністративних центрів та затвердження територій територіальних громад Херсонської області», увійшло до складу Генічеської міської громади.
17 липня 2020 року, в результаті адміністративно-територіальної реформи та ліквідації  колишнього Генічеського району увійшло до складу новоутвореного Генічеського району.
24 лютого 2022 року село тимчасово окуповане російськими військами під час російсько-української війни.

## Населення
За даними перепису 2001 року населення села становило 341 особу, з них 69,5% зазначили рідною мову українську, 27,27% — російську, а 3,23% — іншу.
Станом на 2013 рік населення села становило 301 особу (у 2012 році в селі проживало 307 осіб). Структура жителів села за віком така:
- дітей дошкільного віку — 20;
- дітей шкільного віку — 43;
- громадян пенсійного віку — 59.

У 2012 році зафіксовано 5 народжень і 1 смерть, показник природного приросту становить +13.

## Економіка
На території села діють три підприємства у сфері сільського господарства:
- Фермерські господарства «Пахоренко» та «Світлана» (вирощування зернових культур);
- Багатогалузеве фермерське господарство «Роман» (вирощування зернових і технічних культур).

## Соціальна сфера
У селі діє фельдшерсько-акушерський пункт, пункт книговидачі, є клуб на 200 місць. Раніше також діяла школа I ступеня.

## Політика
Село входить до складу Чонгарської сільської ради (голова — Білецька Тетяна Олександрівна, висунута Комуністичною партією України).
До складу Чонгарської сільської ради входить 20 депутатів, серед яких двоє обрані від Атамані: по одному від ВО «Батьківщина» та Партії регіонів.
У селі діють місцеві осередки таких партій: ВО «Батьківщина», Народна партія, Партія регіонів, Республіканська партія України та Соціалістична партія України, Українська народна партія.
Село Атамань спільно з Залізничним та Попівкою утворює постійну виборчу дільницю № 650229, яка розташована в приміщенні початкової школи на вулиці Свободи, 41/4 (до запровадження в 2012 році постійних виборчих дільниць сільська дільниця також розміщувалася в клубі). Результати виборів:
- Парламентські вибори 2002 (з Залізничним та Попівкою): зареєстровано 300 виборців, явка 81,00%, найбільше голосів віддано за Комуністичну партію України — 48,15%, за Соціалістичну партію України — 12,76%, за Соціал-демократичну партію України (об'єднану) — 11,93%. В одномандатному окрузі результати виборів невідомі[24].
- Вибори Президента України 2004 (третій тур; з Залізничним): зареєстровано 213 виборців, явка 77,46%, з них за Віктора Януковича — 75,76%, за Віктора Ющенка — 18,18%[25].
- Парламентські вибори 2006 (з Залізничним та Попівкою): зареєстровано 292 виборці, явка 68,84%, найбільше голосів віддано за Партію регіонів — 47,76%, за Блок Юлії Тимошенко — 16,42%, за Соціалістичну партію України — 11,44%[26].
- Парламентські вибори 2007 (з Залізничним та Попівкою): зареєстровано 288 виборців, явка 57,99%, найбільше голосів віддано за Партію регіонів — 50,30%, за Блок Юлії Тимошенко — 25,15%, за блок «Наша Україна — Народна самооборона» — 8,98%[27].
- Вибори Президента України 2010 (перший тур; з Залізничним та Попівкою): зареєстровано 268 виборців, явка 63,81%, найбільше голосів віддано за Віктора Януковича — 46,78%, за Юлію Тимошенко — 19,88%, за Сергія Тігіпка — 13,45%[28].
- Вибори Президента України 2010 (другий тур; з Залізничним та Попівкою): зареєстровано 266 виборців, явка 67,67%, з них за Віктора Януковича — 61,11%, за Юлію Тимошенко — 35,56%[29].
- Парламентські вибори 2012 (з Залізничним та Попівкою): зареєстровано 250 виборців, явка 59,60%, найбільше голосів віддано за Партію регіонів — 52,35%, за Всеукраїнське об'єднання «Батьківщина» — 22,15%, за Комуністичну партія України — 17,45%[30]. В одномандатному окрузі найбільше голосів отримав Хлань Сергій Володимирович («Україна — Вперед!») — 33,56%, за Опанащенка Михайла Володимировича (ПР) — 28,86%, за Пінаєва Олександра Вікторовича (самовисування) — 11,41%[31].
- Вибори Президента України 2014 (з Залізничним та Попівкою): зареєстровано 229 виборців, явка 54,59%, найбільше голосів віддано за Петра Порошенка — 30,40%, за Сергія Тігіпка — 21,60%, за Юлію Тимошенко — 10,40%[32].
- Парламентські вибори 2014 (з Залізничним та Попівкою): зареєстровано 246 виборців, явка 45,93%, найбільше голосів віддано за Партію Сергія Тігіпка «Сильна Україна» — 26,55%, за Радикальну партію Олега Ляшка — 10,62%, за «Блок Петра Порошенка» — 9,73%[33]. В одномандатному окрузі найбільше голосів отримав Кістечок Олександр Дмитрович (самовисування) — 36,28%, за Хланя Сергія Володимировича (БПП) — 24,78%, за Збаровського Петра Миколайовича («Сильна Україна») — 10,62%[34].

## Пам'ятки
Єдиною в державному реєстрі пам'яткою в Атамані є група з чотирьох курганів III тисячоліття до н. е. — II тисячоліття н. е. заввишки 1—1,8 метри кожен. Відкриті у 1950, 1986 і 2002 роках, мають статус пам'ятки археології місцевого значення з 1983 року (охоронний номер 1589).

## Відомі люди
Народилися

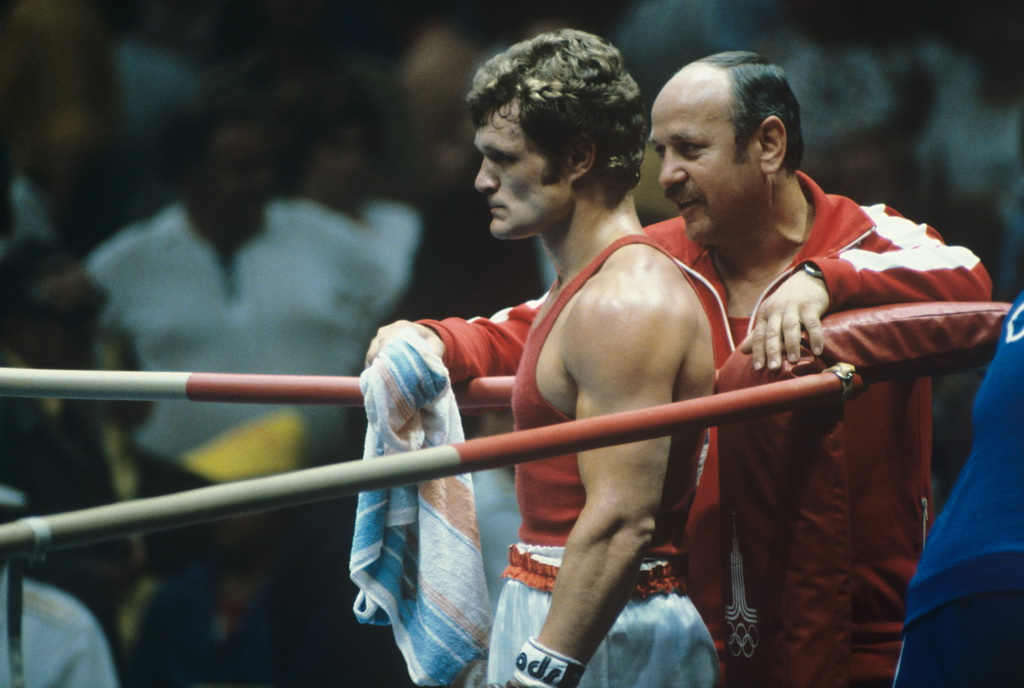
Віктор Савченко

- Савченко Віктор Григорович — український боксер, призер літніх Олімпійських ігор 1976 та 1980 років, доктор педагогічних наук, професор, ректор Дніпропетровського державного інституту фізичної культури і спорту, Народний депутат України 2-го скликання.